# Бойко Віктор Степанович
Ві́ктор Степа́нович Бо́йко (*15 жовтня 1946, селище Козача Лопань, Дергачівський район, Харківська область) — поет, перекладач, громадський діяч. Член Національної спілки письменників України (1979) та Асоціації українських письменників (1997). Заслужений працівник культури України (2002).

## Біографія
Народився в сім'ї шевця. Батько мав 2 класи освіти, мати — 4.
Після закінчення Козачолопанської СШ № 1 Віктор Бойко здобував вищу освіту на механіко-математичному факультеті Харківського державного університету (нині — Національний університет імені В. Н. Каразіна) та на фізико-математичному факультеті Харківського державного педагогічного інституту (нині — Національний педагогічний університет імені Г. С. Сковороди), який закінчив 1974 р..
До 1979 р. працював лаборантом, слюсарем-складальником, учителем (викладав фізику, математику, креслення). Був заступником голови Комісії з роботи з творчою молоддю при Харківській письменницькій організації (1979—1982), старшим літпрацівником журналу «Прапор» (тепер — «Березіль»). З жовтня 1987 р. обіймав посаду заступника голови правління Харківського обласного відділення Українського фонду культури.
Брав участь у створенні Харківського літературного музею (від збирання матеріалів і оформлення перших стендів до виготовлення картотеки й роботи над експозицією «Українська Голгота»), офіційно відкритого 20 квітня 1988 року. Один з ініціаторів спорудження Меморіалу жертв ницизму в Дробицькому яру. За ініціативи та активної участі Віктора Бойка було встановлено меморіальні дошки В. Еллану (Блакитному), Г. Хоткевичу, Х. Алчевській, М. Кульчицькому; письменникам, які мешкали в будинку «Слово» та ін. Крім того, за дольової фінансової участі ХОВ УФК у Харкові було споруджено пам'ятники Г. С. Сковороді (скульптор — І. Кавалерідзе) та Г. Ф. Квітці-Основ'яненку (скульптор — С. Якубович), а в м. Мерефі на Харківщині — славетному кошовому запорозького козацтва І. Д. Сірку.
Значної уваги В. С. Бойко надає фольклорно-етнографічній діяльності. У ХОВ УФК підготовлено до друку й видано за його редакцією «Пісні Слобідської України» (два випуски) та матеріали етнографічної експедиції «Муравський шлях». Брав участь у експедиціях «Стежками Слобожанщини» селами Чугуївського і Зміївського районів Харківщини та Шебекинського, Грайворонського і Борисівського районів Бєлгородської області (Російська Федерація).
За час роботи Віктора Степановича Бойка в ХОВ УФК ним підготовлено й проведено сотні творчих вечорів, концертів музики, співу, поезії. Він є постійним ведучим і літературним консультантом Харківського театру народної музики України «Обереги» (керівник — заслужений діяч мистецтв України, композитор Ю. Б. Алжнєв). Виступи цього колективу проводив на Харківщині, Дніпропетровщині, Полтавщині, Галичині, а також за кордоном — у Польщі (Познань). Є одним із ініціаторів та організаторів проведення фестивалю-конкурсу авторської пісні «Майдан» у Харкові (протягом 10 років), обласного дитячого фольклорного фестивалю «Кроковеє коло» та обласного поетичного фестивалю «Молода Слобожанщина».
Як громадський діяч деякий час активно займався політичною діяльністю, наприкінці 1980-х рр., будучи співголовою крайової організації Народного Руху, обстоював проголошення незалежності України. Був делегатом і членом Секретаріату Першого з'їзду Руху. Делегат Першого, Третього та Четвертого Всесвітніх форумів українців. Одійшовши від активної політичної діяльності, більше уваги приділяє творчості та роботі із творчою молоддю.

## Творчість
Друкуватися почав 1971 році в дергачівській районній газеті. Вірші публікувалися в українській і зарубіжній періодиці; в альманахах; колективних збірках; антологіях «Zwei Städte» («Два міста»), «Слобожанська муза» (2000), «Сьоме око» (2003), «Ветер с Украины» (2004), «Über Zeit und Raum» («Понад час і простір») (2006), «Слобожанська яса» (2006). Перекладає з білоруської (В. Биков, А. Жук), вірменської (А. Саркісян), молдовської [румунської] (С. Ванґелі, Ґ. Вієру, Н. Дабіжа, Є. Тарлапан), німецької (Р. М. Рільке), польської (Г. Сенкевич), російської (Б. Акунін, І. Євса, С. Шелковий та ін.) та французької (А. Рембо) мов. Займається літературознавством. Пише також прозу.
Автор збірок поезій «Пролог» (1976), «Земні турботи» (1978), «Обличчям до багаття» (1984), «Битий шлях» (1989), «Зазимки» (1990), «Планида» (1994), «Яв» (2001), «Суголосся» (2006), «Петрові батоги» (2007), «Назовсім» (2016), «На белебні» (2016), «Забіліли сніги» (2019) і творів для дітей, що побачили світ в антології «Український садочок» (1997—1998), шкільних читанках та в періодиці. Уклав і відредагував антологію любовної лірики XVII—XX століть «Слобожанська муза» (2000) і антологію громадянської лірики кінця XVII — початку XXI століть «Слобожанська яса» (2006). Редактор і перекладач багатьох книг, які виходили друком у харківських видавництвах «Гімназія», «Глас», «Крок», «Майдан», «Майстер-клас» (нині — «Час майстрів») , «Око», «Прапор», «Ранок», «Факт», «Фоліо». Його вірші публікувалися в перекладах білоруською, молдовською, німецькою та російською мовами. 
В. С. Бойко — член Національної спілки письменників України з 1979 року та член АУП із 1997 року. Не полишає роботи з творчою молоддю. Керівник літстудії «Джерельце» в обласній спеціальній гімназії-інтернаті для незрячих дітей ім. В. Г. Короленка. На обласних і регіональних нарадах молодих літераторів очолює секцію поезії. 13 його вихованців стали членами НСПУ, чимало є переможцями всеукраїнських та міжнародних літературних конкурсів «Нові імена України», «Гранослов», «Смолоскип», «Слово. Образ. Митець», «Любіть Україну» та ін., лауреатами престижних літературних премій. Коштом ХОВ УФК підготовлено до друку й видано (за редагуванням В. С. Бойка) чимало книг молодих літераторів.
У складі мистецьких та культурних делегацій був за кордоном: як керівник культурної делегації Харкова (США, Цинциннаті; 1990), як член мистецької делегації та ведучий концертів театру «Обереги» (Польща, Познань; 2000), як член АУП і редактор антології «Zwei Städte» («Два міста») (ФРН, Баварія; 2000), як член АУП і автор книг (Польща, Вроцлав; 2001), як один із упорядників антології «Über Zeit und Raum» («Понад час і простір») (ФРН, Нюрнберґ, 2006).
Останнім часом посиленої уваги надає просвітницькій діяльності, проводить творчі зустрічі мистецьких колективів із школярами Харкова. Він є членом правління обласного відділення Товариства «Просвіта», а також обласного відділення Конгресу української інтелігенції. Провадить активну діяльність щодо підтримки функціонування національних об'єднань, зокрема Центру грузинської культури «Іберія», Центру польської культури, Центру вірменської культури та білоруського культурологічного Товариства.
При обласному відділенні УФК В. С. Бойко створював фонотеки фольклору та авторської пісні на базі проведених експедицій і концертів для потреб музичних навчальних закладів.

## Нагороди та відзнаки
- Заслужений працівник культури України (2002)
- Лауреат муніципальної премії ім. П. В. Іванова в галузі етнології та фольклористики (2002).
- Грамота Національної спілки письменників України та медаль «Почесна відзнака» (2006).
- Лауреат харківської муніципальної літературної премії імені Олександра Олеся (2006).
- Лауреат літературно-мистецької премії імені І. С. Нечуя-Левицького (2008).
- Почесний громадянин Харківського району та селища Козача Лопань[5],